# Nam Hyun-hee

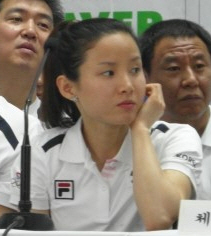
Nam Hyun-hee (2014)

Nam Hyun-hee (kor. 남현희, * 29. September 1981) ist eine südkoreanische Florettfechterin.

## Erfolge
Nam Hyun-hee nahm 2004 das erste Mal an den Olympischen Spielen teil und belegte im Florett-Einzel den achten Platz.
2005 gewann Nam Hyun-hee mit der südkoreanischen Mannschaft die Weltmeisterschaften in Leipzig.
2006 bei den Weltmeisterschaften in Turin errang sie mit der Mannschaft Bronze.
2008 nahm Nam Hyun-hee an den Olympischen Spielen in Peking teil, wo sie nur im Finale gegen Valentina Vezzali knapp 5:6 verlor und mit ihrer Silbermedaille einen Komplettsieg des italienischen Teams in dem Damen-Einzelwettbewerb verhinderte.
2010 errang bei den Weltmeisterschaften in Paris Bronze sowohl im Einzel als auch mit der Mannschaft,
ebenso 2011 bei den Weltmeisterschaften in Catania.
Im Jahr 2012 bei den Olympischen Spielen in London erreichte Nam Hyun-hee Bronze mit der Mannschaft. Im Florett-Einzel wurde es nach knappen Niederlagen im Halbfinale gegen Elisa Di Francisca mit 10:11 und im Gefecht um Bronze gegen Valentina Vezzali mit 12:13 der vierte Platz. In den Jahren 2010, 2011, 2012 und 2014 wurde sie Asienmeisterin im Florett-Einzel.